# Adenocoris spiniventris
Adenocoris spiniventris är en insektsart som beskrevs av Robert L. Usinger och Ryuichi Matsuda 1959. Adenocoris spiniventris ingår i släktet Adenocoris och familjen barkskinnbaggar. Inga underarter finns listade i Catalogue of Life.